# Csung Kuj

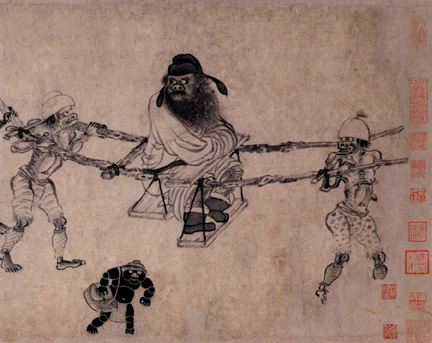
Egy Csung Kujt (Zhong Kuit) ábrázoló festmény, körülbelül 1304 előttről származik

Zhong Kui (kínaiul: 鍾馗, pinjin: Zhōng Kuí; japánul: Sóki; magyar népszerű átírásban: Csung Kuj) a kínai mitológia népszerű alakja, ördög- és démonűző védő istene. Olyan népszerű, hogy gyakran a modern kínai háztartásokban is megtalálható papírkivágás vagy porcelánfigura formájában. A kínai ötödik hónap ötödik napjára (Gergely-naptár szerint június elejére) eső Sárkánycsónak-ünnepen, illetve az év utolsó napján függesztik ki papírmását az ajtókra.

## Története
A róla szóló történetek szerint egy tehetséges, ám rettenetesen riasztó külsejű férfiú volt, akit a hivatalnoki vizsgáján csúfsága miatt a császár előtt megaláztak. Bánatában a trónhoz vezető lépcsőkön öngyilkos lett. A császár pedig az alvilágba került Csun Kuj (Zhong Kui)t kinevezte Démonűző Nagyszellemmé. Az alvilág ura, Jen-luo (Yanluo) háromszáz pokolharcost adott mellé, hogy elfogja és megbüntesse az élők világába szökött démonokat, kísérteteket. Csung Kuj (Zhong Kui) állandó segítője egy denevér, amely képes felkutatni a démon lakta helyeket, állandó attribútuma pedig egy drága mívű (vagy más történetek szerint varázserejű) kard, amely a démonok lefejezésére szolgál. Tuan-jang (Duanyang) ünnepén, azaz az 5. holdhónap 5. napján, a hivatalnoki öltözéket viselő, démonokat fenyegető pózban festett fekete torzonborz képmását máig szokás a ház mindkét kapufélfájára kiakasztani, hogy távol tartsa a gonosz démonokat, ártó szellemeket.

## Eredete
Bár Csung Kuj (Zhong Kui) nem tartozik az ókori kínai mitológia gazdag panteonjába, de feltételezhető, hogy alakja már az i. e. 7-6. században megszületett. Kezdetben a démonokat kiűző őszibarackfa buzogánnyal lehetett kapcsolatban. Egyes elképzelések szerint, nevének elemei a csung (zhong) és a kuj (kui) is buzogányt jelentenek. A feljegyzések arról tanúskodnak, hogy a Tang-dinasztia idején az azóta is ismert formájában már létezett e rettegett ördögűző; sőt a 3-6. század között a Csung-kuj (Zhongkui) nevet gyakorta adták gyermekeknek védőnévként is. A Csung Kuj (Zhong Kui)ról szóló első, legteljesebb tudósítás Sen Kua (Shen Gua)tól származik, amely a Tang-dinasztia idején játszódik. A történet Hszüan-cung (Xuanzong) (玄宗) császárról (713-755) és udvari festőjéről, Vu Tao-ce (Wu Daozi)ről (吳道子) szól:

„Történt egyszer, hogy Hszüan-cung (Xuanzong) császár a Kajjüan (Kaiyuan)-kor idején (713-742) hadigyakorlatot tartott a Li-hegynél. Év végén pedig, mikor visszatért a palotába, nem érezte jól magát, majd heves lázba esett. Már egy hónap is eltelt, de az orvosdoktorok minden tudománya hiábavaló volt. Egyik éjjel aztán a császár két démonnal álmodott, egy nagyobbal és egy kisebbel. A kicsi mélyvörös ruhát hordott, borjú orra volt. Egyik lábán sarut viselt, a másik meztélláb volt. Ellopta Jang Kuj-fej (Yang Guifei), a császári ágyas arany-bíbor füstölőszelencéjét, sőt még a felség jádefurulyáját is. Körbejárta a termet, majd kiviharzott. A nagyobbik egy föveget s egy kék színű öltözéket viselt. Egyik vállát fedetlen hagyta, lábait bőrcsizmába bújtatta. Elkapta az apró démont, kivágta szemeit és felfalta azokat.

	– Hát te ki vagy? – kérdezte tőle a császár.

	– Csung Kuj (Zhong Kui) a nevem – felelte az. – Mikoron a hivatalnoki vizsgámon nem nyertem el a doktori címet, esküt tettem a császárnak, hogy elűzöm az égalatti gonosz démonait.

	A császár mikor felébredt, betegsége egyszeriben múlni kezdett, teste is egyre jobban megerősödött. Hívatta udvari piktorát, Vu Tao-ce (Wu Daozi)t és elmesélte neki az álmát.

	– Próbáld meg úgy lefesteni, amilyen az álmomban volt – rendelkezett a császár.

Vu Tao-ce (Wu Daozi) a parancsnak engedelmeskedve épp olyannak festette le, ahogy azt a császár látta. Művét befejezve átnyújtotta a képet. A felség olyannyira elégedett volt, hogy száz arannyal jutalmazta meg őt.
(Tokaji Zsolt fordítása)”

## Irodalmi feldolgozások
Alakját több regény is megőrizte, de a regényeken kívül több Ming- és Csing (Qing)-kori elbeszélés, dráma, színjáték dolgozta fel Csung Kuj (Zhong Kui) történetét. Ezek egyikében Csung Kuj (Zhong Kui) jól ismert története kibővül egy falujabeli barátjának szerepeltetésével. A mű ugyan töredékes, ám az egyetlen, amelyben az a híres történet szerepel, melyben Csung Kuj (Zhong Kui) férjhez adja a húgát: a jó barátja mindvégig segíti őt, és amikor Csung Kuj (Zhong Kui) az őt ért igazságtalanság miatti bánatában öngyilkos lesz, testét is ő temeti el, majd miután visszatér az alvilágból, hálából húgát hozzáadja. A kínai képzőművészeknek Csung Kuj (Zhong Kui) jellegzetes, hagyományos ábrázolásán túl, régebben is mostanában is igen kedvelt témája a „Csung Kuj (Zhong Kui) esküvőre kíséri húgát”, az „Öt démon leitatja Csung Kuj (Zhong Kui)t” vagy a „Csung Kuj (Zhong Kui) lakomája”.